# 飯高貞政
飯高 貞政（いいたか さだまさ）は、戦国時代から安土桃山時代の武将。

## 生涯
飯高氏の系譜については二説あり『寛永諸家系図伝』は伊勢国飯高郡の古代豪族・飯高氏とするが、『寛政重修諸家譜』は下総国香取郡飯高に住んだ平姓千葉氏の一族で、貞政は千葉輔胤の孫にあたるとしている。貞政は初め駿河国の今川氏に仕え、後に浪人して駿東郡沼津に閉居していたが、天正18年（1590年）かねてより嫡男の貞次が使えていた徳川家康が関東に入封した際に召し出され、武蔵国都筑郡に170石と30俵を賜う。家康の下では城壁などの破損奉行を務めた。慶長17年（1612年）死去、家督は貞次が継いだ。